# World Team Cup 2007
La World Team Cup 2007 est la 30e édition de l'épreuve. Huit pays participent à la phase finale. Le tournoi, qui commence le 20 mai 2007 au Rochusclub, se déroule à Düsseldorf, en Allemagne .

## Faits marquants
L'Argentine remporte l'édition de 2007, c'est la 3e fois qu'elle s'empare du trophée après 1980 et 2002.

## Matchs de poule
L'équipe en tête de chaque poule se voit qualifiée pour la finale.

### Groupe Bleu
| Espagne - Nicolás Almagro - David Ferrer - Bartolomé Salvá-Vidal | Belgique - Steve Darcis - Olivier Rochus - Kristof Vliegen | Tchéquie - Tomáš Berdych - Martin Damm - Jiří Novák - Jan Hájek | Allemagne - Michael Kohlmann - Alexander Waske - Benjamin Becker - Philipp Kohlschreiber - Florian Mayer |

#### Classements
| # | Equipe victorieuse | Adversaire | Score |
| 1 | Espagne            | Belgique   | 3 - 0 |
| 2 | Tchéquie           | Allemagne  | 3 - 0 |
| 3 | Espagne            | Allemagne  | 2 - 1 |
| 4 | Tchéquie           | Belgique   | 2 - 1 |
| 5 | Tchéquie           | Espagne    | 2 - 1 |
| 6 | Allemagne          | Belgique   | 3 - 0 |

| #   | Pays      | Points | Matchs | Sets   |
| --- | --------- | ------ | ------ | ------ |
| 1re | Tchéquie  | 3 - 0  | 7 - 2  | 15 - 5 |
| 2e  | Espagne   | 2 - 1  | 6 - 3  | 13 - 7 |
| 3e  | Allemagne | 1 - 2  | 4 - 5  | 8 - 11 |
| 4e  | Belgique  | 0 - 3  | 1 - 8  | 4 - 17 |

#### Matchs détaillés
|  | Équipe 1 | Score | Équipe 2 |  |
|  | Espagne  | 3 – 0 | Belgique |  |

| Ordre des matchs | Joueurs               | Points au premier set | Points au second set | Points au troisième set |
| ---------------- | --------------------- | --------------------- | -------------------- | ----------------------- |
| 1                | Nicolás Almagro       | 6                     | 6                    |                         |
| 1                | Kristof Vliegen       | 2                     | 1                    |                         |
|                  |                       |                       |                      |                         |
| 2                | David Ferrer          | 6                     | 6                    |                         |
| 2                | Olivier Rochus        | 3                     | 4                    |                         |
|                  |                       |                       |                      |                         |
| 3 (sans enjeu)   | Salva-Vidal - Vliegen | 6                     | 3                    | 10                      |
| 3 (sans enjeu)   | Darcis - Rochus       | 3                     | 6                    | 8                       |

|  | Équipe 1           | Score | Équipe 2  |  |
|  | République tchèque | 3 – 0 | Allemagne |  |

| Ordre des matchs | Joueurs               | Points au premier set | Points au second set | Points au troisième set |
| ---------------- | --------------------- | --------------------- | -------------------- | ----------------------- |
| 1                | Tomáš Berdych         | 6                     | 6                    |                         |
| 1                | Philipp Kohlschreiber | 3                     | 2                    |                         |
|                  |                       |                       |                      |                         |
| 2                | Jan Hájek             | 7                     | 6                    |                         |
| 2                | Florian Mayer         | 64                    | 2                    |                         |
|                  |                       |                       |                      |                         |
| 3 (sans enjeu)   | Berdych - Hájek       | 6                     | 6                    |                         |
| 3 (sans enjeu)   | Becker - Fish         | 4                     | 4                    |                         |

|  | Équipe 1 | Score | Équipe 2  |  |
|  | Espagne  | 2 – 1 | Allemagne |  |

| Ordre des matchs | Joueurs               | Points au premier set | Points au second set | Points au troisième set |
| ---------------- | --------------------- | --------------------- | -------------------- | ----------------------- |
| 1                | Nicolás Almagro       | 6                     | 6                    |                         |
| 1                | Florian Mayer         | 4                     | 4                    |                         |
|                  |                       |                       |                      |                         |
| 2                | David Ferrer          | 6                     | 7                    |                         |
| 2                | Philipp Kohlschreiber | 3                     | 5                    |                         |
|                  |                       |                       |                      |                         |
| 3 (sans enjeu)   | Almagro - Ferrer      | 63                    | 3                    |                         |
| 3 (sans enjeu)   | Kohlmann - Waske      | 7                     | 6                    |                         |

|  | Équipe 1           | Score | Équipe 2 |  |
|  | République tchèque | 2 – 1 | Belgique |  |

| Ordre des matchs | Joueurs         | Points au premier set | Points au second set | Points au troisième set |
| ---------------- | --------------- | --------------------- | -------------------- | ----------------------- |
| 1                | Tomáš Berdych   | 6                     | 6                    |                         |
| 1                | Olivier Rochus  | 3                     | 0                    |                         |
|                  |                 |                       |                      |                         |
| 2                | Jan Hájek       | 7                     | 6                    |                         |
| 2                | Kristof Vliegen | 67                    | 4                    |                         |
|                  |                 |                       |                      |                         |
| 3 (sans enjeu)   | Berdych - Hájek | 4                     | 6                    | 7                       |
| 3 (sans enjeu)   | Darcis - Rochus | 6                     | 3                    | 10                      |

|  | Équipe 1           | Score | Équipe 2 |  |
|  | République tchèque | 2 – 1 | Espagne  |  |

| Ordre des matchs | Joueurs               | Points au premier set | Points au second set | Points au troisième set |
| ---------------- | --------------------- | --------------------- | -------------------- | ----------------------- |
| 1                | Tomáš Berdych         | 1                     | 3                    |                         |
| 1                | David Ferrer          | 6                     | 6                    |                         |
|                  |                       |                       |                      |                         |
| 2                | Jan Hájek             | 6                     | 6                    |                         |
| 2                | Bartolome Salva-Vidal | 2                     | 4                    |                         |
|                  |                       |                       |                      |                         |
| 3                | Berdych - Hájek       | 5                     | 6                    | 10                      |
| 3                | Ferrer - Almagro      | 7                     | 3                    | 8                       |

|  | Équipe 1  | Score | Équipe 2 |  |
|  | Allemagne | 3 – 0 | Belgique |  |

| Ordre des matchs | Joueurs               | Points au premier set | Points au second set | Points au troisième set |
| ---------------- | --------------------- | --------------------- | -------------------- | ----------------------- |
| 1                | Philipp Kohlschreiber | 6                     | 1                    | 6                       |
| 1                | Olivier Rochus        | 3                     | 6                    | 1                       |
|                  |                       |                       |                      |                         |
| 2                | Florian Mayer         | 6                     | 6                    |                         |
| 2                | Kristof Vliegen       | 3                     | 4                    |                         |
|                  |                       |                       |                      |                         |
| 3 (sans enjeu)   | Kohlmann - Waske      | 7                     | 7                    |                         |
| 3 (sans enjeu)   | Darcis - Rochus       | 64                    | 5                    |                         |

### Groupe Rouge
| Argentine - José Acasuso - Juan Ignacio Chela - Agustín Calleri | Chili - Nicolás Massú - Fernando González - Jorge Aguilar - Julio Peralta | Suède - Thomas Johansson - Robin Söderling - Jonas Björkman | États-Unis - Mike Bryan - James Blake - Mardy Fish - Bob Bryan |

#### Classements
| # | Equipe victorieuse | Adversaire | Score |
| 1 | Argentine          | Chili      | 3 - 0 |
| 2 | Suède              | États-Unis | 2 - 1 |
| 3 | États-Unis         | Argentine  | 2 - 1 |
| 4 | Chili              | Suède      | 2 - 1 |
| 5 | Chili              | États-Unis | 2 - 1 |
| 6 | Argentine          | Suède      | 2 - 1 |

| #   | Pays       | Points | Matchs | Sets    |
| --- | ---------- | ------ | ------ | ------- |
| 1re | Argentine  | 2 - 1  | 6 - 3  | 13 - 8  |
| 2e  | Chili      | 2 - 1  | 4 - 5  | 9 - 12  |
| 3e  | Suède      | 1 - 2  | 4 - 5  | 12 - 11 |
| 4e  | États-Unis | 1 - 2  | 4 - 5  | 8 - 11  |

#### Matchs détaillés
|  | Équipe 1  | Score | Équipe 2 |  |
|  | Argentine | 3 – 0 | Chili    |  |

| Ordre des matchs | Joueurs            | Points au premier set | Points au second set | Points au troisième set |
| ---------------- | ------------------ | --------------------- | -------------------- | ----------------------- |
| 1                | José Acasuso       | 6                     | 6                    |                         |
| 1                | Nicolás Massú      | 3                     | 4                    |                         |
|                  |                    |                       |                      |                         |
| 2                | Juan Ignacio Chela | 6                     | 7                    |                         |
| 2                | Fernando González  | 3                     | 5                    |                         |
|                  |                    |                       |                      |                         |
| 3 (sans enjeu)   | Calleri - Chela    | 6                     | 7                    |                         |
| 3 (sans enjeu)   | Aguilar - Peralta  | 4                     | 5                    |                         |

|  | Équipe 1 | Score | Équipe 2   |  |
|  | Suède    | 2 – 1 | États-Unis |  |

| Ordre des matchs | Joueurs              | Points au premier set | Points au second set | Points au troisième set |
| ---------------- | -------------------- | --------------------- | -------------------- | ----------------------- |
| 1                | Thomas Johansson     | 6                     | 6                    |                         |
| 1                | Mike Bryan           | 3                     | 3                    |                         |
|                  |                      |                       |                      |                         |
| 2                | Robin Söderling      | 6                     | 5                    |                         |
| 2                | James Blake          | 3                     | 3                    |                         |
|                  |                      |                       |                      |                         |
| 3 (sans enjeu)   | Johansson - Björkman | 2                     | 1                    |                         |
| 3 (sans enjeu)   | Bryan - Bryan        | 6                     | 6                    |                         |

|  | Équipe 1   | Score | Équipe 2  |  |
|  | États-Unis | 2 – 1 | Argentine |  |

| Ordre des matchs | Joueurs         | Points au premier set | Points au second set | Points au troisième set |
| ---------------- | --------------- | --------------------- | -------------------- | ----------------------- |
| 1                | Mardy Fish      | 5                     | 4                    |                         |
| 1                | José Acasuso    | 7                     | 6                    |                         |
|                  |                 |                       |                      |                         |
| 2                | James Blake     | 2                     | 6                    | 6                       |
| 2                | Agustín Calleri | 6                     | 3                    | 4                       |
|                  |                 |                       |                      |                         |
| 3                | Bryan - Bryan   | 6                     | 6                    |                         |
| 3                | Calleri - Chela | 2                     | 1                    |                         |

|  | Équipe 1 | Score | Équipe 2 |  |
|  | Chili    | 2 – 1 | Suède    |  |

| Ordre des matchs | Joueurs              | Points au premier set | Points au second set | Points au troisième set |
| ---------------- | -------------------- | --------------------- | -------------------- | ----------------------- |
| 1                | Fernando González    | 4                     | 7                    | 6                       |
| 1                | Robin Söderling      | 6                     | 5                    | 4                       |
|                  |                      |                       |                      |                         |
| 2                | Nicolás Massú        | 7                     | 6                    | 6                       |
| 2                | Jonas Björkman       | 5                     | 7                    | 0                       |
|                  |                      |                       |                      |                         |
| 3 (sans enjeu)   | Massú - González     | 7                     | 3                    | 7                       |
| 3 (sans enjeu)   | Johansson - Björkman | 5                     | 6                    | 10                      |

|  | Équipe 1 | Score | Équipe 2   |  |
|  | Chili    | 2 – 1 | États-Unis |  |

| Ordre des matchs | Joueurs           | Points au premier set | Points au second set | Points au troisième set |
| ---------------- | ----------------- | --------------------- | -------------------- | ----------------------- |
| 1                | Fernando González | 6                     | 7                    |                         |
| 1                | James Blake       | 4                     | 5                    |                         |
|                  |                   |                       |                      |                         |
| 2                | Nicolás Massú     | 6                     | 7                    |                         |
| 2                | Mardy Fish        | 4                     | 61                   |                         |
|                  |                   |                       |                      |                         |
| 3 (sans enjeu)   | Aguilar - Peralta | 1                     | 2                    |                         |
| 3 (sans enjeu)   | Bryan - Bryan     | 6                     | 6                    |                         |

|  | Équipe 1  | Score | Équipe 2 |  |
|  | Argentine | 2 – 1 | Suède    |  |

| Ordre des matchs | Joueurs              | Points au premier set | Points au second set | Points au troisième set |
| ---------------- | -------------------- | --------------------- | -------------------- | ----------------------- |
| 1                | José Acasuso         | 63                    | 7                    | 6                       |
| 1                | Jonas Björkman       | 7                     | 67                   | 3                       |
|                  |                      |                       |                      |                         |
| 2                | Juan Ignacio Chela   | 1                     | 4                    |                         |
| 2                | Robin Söderling      | 6                     | 6                    |                         |
|                  |                      |                       |                      |                         |
| 3                | Calleri - Chela      | 6                     | 4                    | 10                      |
| 3                | Johansson - Björkman | 4                     | 6                    | 6                       |

## Finale
La finale de la World Team Cup 2007 se joue entre l'Argentine et la République tchèque.
|  | Équipe 1  | Score | Équipe 2           |  |
|  | Argentine | 2 – 1 | République tchèque |  |